# Phithack Kongmathilath
Phithack Kongmathilath (* 6. August 1996 in Vientiane) ist ein laotischer Fußballspieler.

## Karriere

### Verein
Seinen ersten Vertrag unterschrieb Phithack Kongmathilath bei Lanexang United FC in Vientiane.  2017 wechselte er zu Lao Army FC, ebenfalls ein Club aus Vientiane. Hier spielte er bis 2018. 2019 ging er nach Thailand zum Zweitligaaufsteiger Ayutthaya United FC. Für den Club aus Ayutthaya absolvierte er 25 Zweitligaspiele und schoss dabei ein Tor. 2020 ging er wieder in seine Heimat und schloss sich dem Lao Toyota FC aus Vientiane an. Der Verein spielte in der ersten Liga, der Lao Premier League. Ende der Saison feierte er mit Lao Toyota die laotische Fußballmeisterschaft. Der Verein wurde anschließend in FC Chanthabouly umbenannt. Zur Rückrunde 2021/22 der zweiten thailändischen Liga wechselte er Ende Dezember 2021 zum Nakhon Pathom United FC. Am Ende der Saison 2022/23 feierte er mit Nakhon Pathom die Meisterschaft und den Aufstieg in die erste Liga. Für den Verein aus Nakhon Pathom bestritt er 18 Zweitligaspiele. Im Sommer 2023 wurde sein Vertrag nicht verlängert. Anfang Juli 2023 kehrte er nach Laos zurück, wo er einen Vertrag beim Erstligisten Young Elephants FC unterschrieb.

### Nationalmannschaft
Phithack Kongmathilath spielte von 2017 bis 2018 für die laotische Nationalmannschaft und erzielte in 15 Einsätzen fünf Treffer.

## Erfolge
- Laotischer Meister: 2017, 2020

Nakhon Pathom United FC
- Thailändischer Zweitligameister: 2022/23  ▲